# Дарлингтон (Мериленд)
Дарлингтон (енгл. Darlington) насељено је место без административног статуса у америчкој савезној држави Мериленд.

## Демографија
По попису из 2010. године број становника је 409.
| Група             | 2000.    | 2010.       |
| Белци             | 0 (0,0%) | 362 (88,5%) |
| Афроамериканци    | 0 (0,0%) | 28 (6,8%)   |
| Азијати           | 0 (0,0%) | 0 (0,0%)    |
| Хиспаноамериканци | 0 (0,0%) | 12 (2,9%)   |
| Укупно            | 0        | 409         |